# Цагельное
Цаге́льное (бел. Цагельнае) — посёлок в составе Негорельского сельсовета Дзержинского района Минской области Белоруссии. Деревня расположена в 24 километрах от Дзержинска, 45 километрах от Минска и 11 километрах от железнодорожной платформы Энергетик.

## Название
Название Цагельное близко к названию Цагельня, которым обозначают завод по производству кирпича и происходит от нем. Ziegel.

## История
В послевоенные годы, посёлок входил в состав колхоза «Россия», в 1988 году тут проживали 49 человек. По состоянию на 2009 год, деревня в составе филиала «Логовищанский».

## Население
| Численность населения (по годам) | Численность населения (по годам) | Численность населения (по годам) | Численность населения (по годам) | Численность населения (по годам) | Численность населения (по годам) | Численность населения (по годам) | Численность населения (по годам) |
| 1989                             | 1999                             | 2004                             | 2010                             | 2017                             | 2018                             | 2020                             | 2022                             |
| -------------------------------- | -------------------------------- | -------------------------------- | -------------------------------- | -------------------------------- | -------------------------------- | -------------------------------- | -------------------------------- |
| 49                               | ↘ 30                             | ↘ 25                             | ↘ 21                             | ↘ 9                              | ↘ 8                              | → 8                              | ↘ 7                              |